# Мертц, Барбара
 Барбара Луиза Мерц (англ. Barbara Louise Mertz; 29 сентября 1927 — 8 августа 2013) — американская писательница, археолог, египтолог. Писала под собственным именем, а также под псевдонимами Элизабет Питерс (Elizabeth Peters) и Барбара Майклз (Barbara Michaels). В 1952 году она получила докторскую степень по египтологии в Чикагском университете. Автор двух научно-популярных книг о Древнем Египте, переиздаваемых на разных языках (а также книги об истории Рима в соавторстве с мужем, 1968). Однако более известна своими готическими триллерами и сериями лёгких детективов.

## Биография
Барбара Мерц родилась 29 сентября 1927 года в небольшом городке Кантон, штат Иллинойс. В возрасте 4 лет с родителями перебралась в Чикаго. Закончила Восточный институт Чикагского университета, получив степень бакалавра в 1947 году, степень магистра в 1950 году и степень доктора наук по египтологии в 1952 году после обучения у Джона А. Уилсона. 
Две её научно-популярные книги о Древнем Египте — «Храмы, гробницы, иероглифы» (1964) и «Красная земля, Черная земля» (1966) — до сих пор продолжают переиздаваться (и переведены на русский). С 1966 года она писала и художественные произведения. 
Была членом редакционно-консультативного совета журнала KMT («Кемет: Современный журнал древнего Египта»), Общества исследования Египта и Кружка Джеймса Генри Брэстеда в Восточном институте Чикагского университета.
Под именем Барбара Майклз она писала прежде всего готические и сверхъестественные триллеры. Псевдоним был взят по предложению её издателя, чтобы облегчить читателю выбор между научными и художественными книгами автора. Всего было выпущено около 30 готических романов. Под псевдонимом Элизабет Питерс, составленным из имён её двоих детей, Мертц с 1968 года писала в стиле «уютного» и исторического детектива, разрабатывая три основные серии с различными героинями: археологом Амелией Пибоди, искусствоведом Вики Блисс и библиотекарем Жаклин Керби.
Мертц также была феминисткой и часто поднимала соответствующие темы как в своей художественной литературе, так и в профессиональной деятельности. Мертц основала «Malice Domestic» — базирующуюся в Вашингтоне организацию для писательниц детективного жанра. Она также основала стипендию для писательниц при колледже Худ.
Была замужем за Ричардом Мертцем на протяжении 19 лет (1950—1969), но брак закончился разводом. У них родилось двое детей — Питер и Элизабет Мертц, являющаяся известным антропологом.
Мертц умерла в своем доме в Мэриленде 8 августа 2013 года.

## Награды
За своё плодотворное творчество Мертц получила ряд наград и номинаций, а также звания Гранд-мастер Американской ассоциации детективной литературы. Её первое признание произошло, когда её Trojan Gold была номинирована на премию Энтони 1988 года в категории «Лучший роман», а в следующем году Naked Once More получила премию Агаты 1989 года в той же категории.. В 2012 году она была удостоена первой награды Амелии Пибоди, названной в честь главной героини её многолетней серии.